# Marie-Antoinette confidentielle
Marie-Antoinette confidentielle est une émission de télévision française mélangeant documentaire historique et docufiction, réalisée par Richard Puech et Sébastian Perez-Pezzani.
Présentée par Virginie Girod, elle décrypte en six épisodes la personnalité et la vie intime de la reine Marie-Antoinette.
La série est diffusée sur Canal + en 2025.

## Synopsis
Marie-Antoinette confidentielle est une série documentaire historique qui examine en profondeur tous les aspects de la vie de la reine de France, notamment ses relations avec la politique, la mode, l'argent mais aussi sa vie privée.
Elle fait intervenir différents témoignages d'historiens et de spécialistes, tout faisant découvrir les lieux où la reine a vécu : le palais de la Hofburg, les appartements du château de Versailles, le Petit Trianon ou encore le Hameau de la Reine.
La série présente la reine comme une influenceuse avant l'heure qui révolutionna la mode à Versailles et qui inspire encore les créateurs d'aujourd'hui.
Elle revient également sur sa passion pour le luxe et les jeux, mais également sur les attaques dont elle a fait l'objet ainsi que sur la célèbre affaire du collier, dont les conséquences vont être désastreuses pour son image.
La série montre par ailleurs comme la reine, peu intéressée au départ par la politique, va se révéler en tant que femme d'état, à la fois courageuse et intransigeante.
Elle revient enfin sur l'image qu'elle a laissé dans la postérité, devenant une icône mondiale de la culture populaire, influençant des œuvres de Stefan Zweig ou encore de Sofia Coppola.

## Production et réalisation

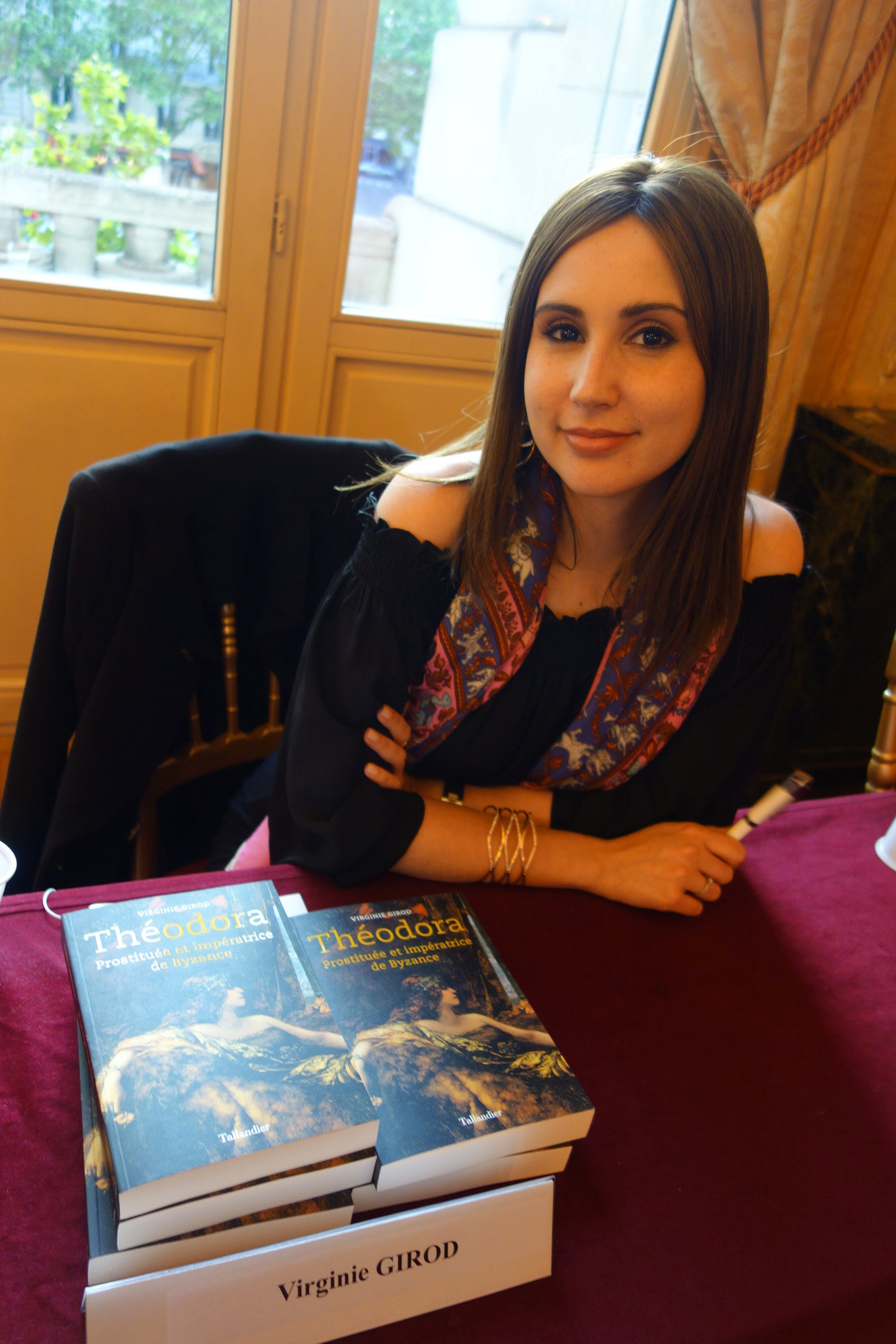
La série est présentée par Virginie Girod.

La série documentaire est réalisée par Richard Puech et Sébastian Perez-Pezzani.
Elle est présentée par l'historienne Virginie Girod.

Interviewée sur Europe 1, l'historienne indique que l'objectif de la série est de décrire la véritable personnalité de la reine, au delà de l'image laissée par la série Marie-Antoinette, réalisée par Deborah Davis et diffusée la même année : 

« La série Marie-Antoinette montre la reine de manière contemporaine. Elle ressemble aux filles du XXIème siècle. Nous, on refait la vraie Marie-Antoinette, celle qui est au cœur de la véritable histoire. On a été fouillé les archives, on a été dans les lieux où elle a vécu. On comprend ainsi toute la complexité de ce personnage. »

L'historienne est également revenue sur le choix assumé d'utiliser des musiques modernes dans la série : 

« Sébastien Perez, qui est notre coproducteur et réalisateur, a insufflé l'esprit Canal. Il a apporté des choses modernes et inattendus. Il y a également plein de clins d'œil au cinéma. [..] Dans l'épisode 6, qui est le plus rock, il y a un clin d'œil à Hitchock. »

## Liste des épisodes

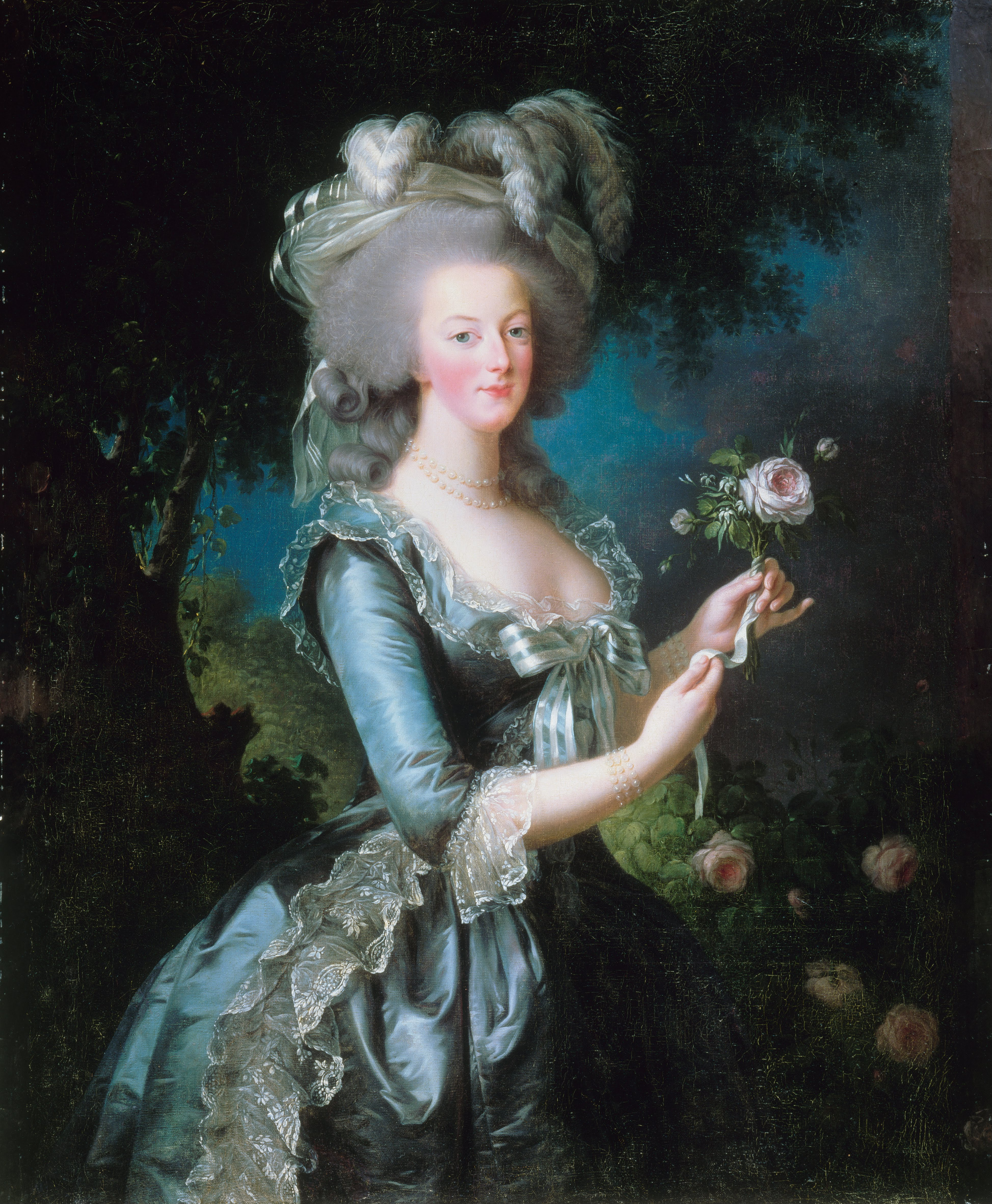
Marie-Antoinette par Élisabeth Vigée Le Brun.

1. La prison dorée
2. L'amour impossible
3. La fashionista
4. Money Money Money
5. La monarchie ou la mort
6. L'héritage[3]

## Diffusion
La série est diffusée en France sur Canal+ le 24 février 2025.

## Avis de la presse
Blaise de Chabalier de TV Magazine dresse une critique positive de la série : 

« Marie-Antoinette est racontée dans toute sa complexité au fil de cette très belle série documentaire en six épisodes. [..] Au fil d’images soignées, filmées à Versailles ou au château de Schönbrunn, à Vienne, se dessine un délicat portrait psychologique de la dernière reine de France. »

Le journaliste ajoute que la série est ponctuée « d'interventions précises de nombreux historiens et experts qui permettent d’approcher au plus près de la réalité historique ».
Il conclut que « cette excellente série documentaire inédite permet d’oublier le mauvais feuilleton de Deborah Davis », consacré également à la reine de France et dont la saison 2 est diffusée la même année.
De son côté, Télé-Loisirs attribue à la série la note de 3 étoiles.
Le magazine note que le premier épisode apporte notamment « un éclairage intéressant sur le contexte politique au moment de l'avènement de Louis XVI et de Marie-Antoinette ».